# Nokere Koerse 2017
La Nokere Koerse 2017 va ser la 71a edició de la Nokere Koerse. Es disputà el 15 de març de 2017 sobre un recorregut de 192,3 km amb sortida a Deinze i arribada a Nokere. La cursa formava part de l'UCI Europa Tour amb una categoria 1.HC.
El vencedor fou el francès Nacer Bouhanni (Cofidis), que s'imposà a l'esprint a Adam Blythe (Aqua Blue Sport) i a Joeri Stallaert (Cibel-Cebon).

## Equips
L'organització convidà a 23 equips a prendre part en aquesta edició de la Nokere Koerse.
| WorldTeams (6)- BMC Racing Team - Bora-Hansgrohe - Katusha-Alpecin - Lotto NL-Jumbo - Lotto-Soudal - Team Sunweb Equips continentals professionals (13)- Aqua Blue Sport - CCC Sprandi Polkowice - Cofidis, Solutions Crédits - Direct Énergie - Fortuneo-Vital Concept - Gazprom-RusVelo - Israel Cycling Academy - Nippo-Vini Fantini - Roompot-Nederlandse Loterij - Sport Vlaanderen-Baloise - Verandas Willems-Crelan - Wanty-Groupe Gobert - WB-Veranclassic-Aqua Protect Equips continentals (4)- Cibel-Cebon - Joker Icopal - Pauwels Sauzen-Vastgoedservice - Tarteletto-Isorex |
| |

## Classificació final
| \| Classificació general \| Classificació general \| Classificació general \| Classificació general \| Classificació general \| \| Corredor \| Corredor \| Equip \| Temps \| \| \| --------------------- \| --------------------- \| --------------------------- \| --------------------- \| --------------------- \| \| 1r \| Nacer Bouhanni \| Cofidis, Solutions Crédits \| 4h 07' 31" \| \| \| 2n \| Adam Blythe \| Aqua Blue Sport \| + 0" \| \| \| 3r \| Joeri Stallaert \| Cibel-Cebon \| + 0" \| \| \| 4t \| Phil Bauhaus \| Team Sunweb \| + 0" \| \| \| 5è \| Bert Van Lerberghe \| Sport Vlaanderen-Baloise \| + 0" \| \| \| 6è \| Coen Vermeltfoort \| Roompot-Nederlandse Loterij \| + 0" \| \| \| 7è \| Rüdiger Selig \| Bora-Hansgrohe \| + 0" \| \| \| 8è \| André Looij \| Roompot-Nederlandse Loterij \| + 0" \| \| \| 9è \| Alan Banaszek \| CCC Sprandi Polkowice \| + 0" \| \| \| 10è \| Mathias De Witte \| Cibel-Cebon \| + 0" \| \| |                    |                             |            |
| |                    |                             |            |
| Fonts: ProCyclingStats Cycling Quotient Cycling Archives |                    |                             |            |
| Classificació general |                    |                             |            |
| Corredor | Corredor           | Equip                       | Temps      |
| 1r | Nacer Bouhanni     | Cofidis, Solutions Crédits  | 4h 07' 31" |
| 2n | Adam Blythe        | Aqua Blue Sport             | + 0"       |
| 3r | Joeri Stallaert    | Cibel-Cebon                 | + 0"       |
| 4t | Phil Bauhaus       | Team Sunweb                 | + 0"       |
| 5è | Bert Van Lerberghe | Sport Vlaanderen-Baloise    | + 0"       |
| 6è | Coen Vermeltfoort  | Roompot-Nederlandse Loterij | + 0"       |
| 7è | Rüdiger Selig      | Bora-Hansgrohe              | + 0"       |
| 8è | André Looij        | Roompot-Nederlandse Loterij | + 0"       |
| 9è | Alan Banaszek      | CCC Sprandi Polkowice       | + 0"       |
| 10è | Mathias De Witte   | Cibel-Cebon                 | + 0"       |